# Stefan Bücker
Stefan Bücker (* 14. Juli 1959 in Münster) ist ein deutscher Schachspieler und Schachbuchautor.
Bücker wurde in erster Linie als Schachpublizist bekannt. Seit 1991 war er Redakteur beim Schach-Report und dort ab August 1993 als Chef vom Dienst für überregionale Ereignisse zuständig. Im August 1996 übernahm er von Günter Lossa die Chefredaktion – wenige Monate später wurde der Schach-Report dann in die Zeitschrift Schach überführt. Anschließend begründete Bücker eine neue Zeitschrift Kaissiber, die er über lange Jahre als Verleger, Herausgeber und Chefredakteur leitete. Die bisher letzte Ausgabe Nr. 37 ist im April 2010 erschienen. Seit Dezember 2020 publiziert Bücker Eröffnungsanalysen in der Rochade Europa.
Schon seit Mitte der 1980er Jahre war Bücker mit Untersuchungen zu ungewöhnlichen Schacheröffnungen hervorgetreten. Er entwickelte und benannte unter anderem den Geier und den Habichd, zwei selten gespielte Varianten, die aus der Benoni-Verteidigung entstehen können. Im Königsgambit untersuchte Bücker die Ablehnung des Gambits mit 2. … Dd8–f6. Diese „Nordwalder Variante“ erinnert im Namen an seinen ehemaligen Verein Königsspringer Nordwalde.
Er ist auch Urheber des Orthoschnapp-Gambits in der Französischen Verteidigung.
Bücker trägt den Titel eines FIDE-Meisters. In den Jahren 1983 und 1988 gewann er die Meisterschaft von Nordrhein-Westfalen, 1984 belegte er bei der bundesdeutschen Einzelmeisterschaft den fünften, 1987 den elften Platz. Von 1989 bis 1994 spielte er für die SF Dortmund Brackel 1930 in der ersten Schachbundesliga.
Sein älterer Bruder Peter Bücker (1957–1990) war ebenfalls ein starker Schachspieler und FIDE-Meister.

## Werke
- Die Nordwalder Variante. Franckh, Stuttgart 1985, ISBN 3-440-05548-5.
- Gambit 59. Beyer Verlag, Nürnberg 1985
- Der Geier: ein hypermodernes Verteidigungskonzept gegen 1. d4. Franckh, Stuttgart 1986, ISBN 3-440-05603-1.
- Das neue Königsgambit. Franckh, Stuttgart 1986, ISBN 3-440-05692-9.
- Englund Gambit 1. d4 e5. Edition Mädler im Walter Rau Verlag, Düsseldorf 1988, ISBN 3-7919-0301-2.
- Groteske Schacheröffnungen: Wagnis mit Methode. Franckh, Stuttgart 1990, ISBN 3-440-05770-4.